# Brian McGrath
Pour les articles homonymes, voir McGrath.
Brian McGrath est un acteur irlandais né en 1943 à Dublin et mort le 10 novembre 2010 à Blackrock.

## Filmographie

### Cinéma
- 1971 : Black Beauty : Mark Beauchamp
- 1991 : Least of All Ourselves : le manager
- 1991 : Hear My Song : le barman
- 1995 : An Awfully Big Adventure : Vicar
- 1998 : Le Général : le médecin
- 1999 : A Love Divided : Fred Kelly
- 2002 : Evelyn : Hugh Canning
- 2003 : Les Acteurs : un comédien dans Richard III
- 2004 : Alexandre : le médecin
- 2007 : PS I Love You : Martin Kennedy

### Télévision
- 1973 : Angoisse : John Elgar (1 épisode)
- 1981 : Les Roses de Dublin : Conan (4 épisodes)
- 1992 : The Life and Times of Henry Pratt : M. O'Reilly (4 épisodes)
- 1992 : Les Règles de l'art : Franz (1 épisode)
- 1995 : The Old Curiosity Shop : le professeur
- 2002 : No Tears : Dr Hardaker